# NGC 4862
NGC 4862 (również IC 3999 lub PGC 44610) – galaktyka spiralna z poprzeczką (SBc), znajdująca się w gwiazdozbiorze Panny. Odkrył ją Francis Leavenworth 26 lutego 1886 roku.